# Симфония № 1 (Корепанов)
Симфония № 1 Ре мажор, соч. 27 «Удмуртская» — первая удмуртская симфония, созданная композитором Германом Афанасьевичем Корепановым в 1962—1963 годах. Премьера состоялась в Ижевске 14 мая 1964 года (по другим данным — 8 мая 1963 года).

## Содержание
Симфония состоит из трёх частей общей продолжительностью 35—40 минут:
- I. Andante. Allegro vivace
- II. Moderato
- III. Allegro vivace